# Дикс Хилс (Њујорк)
Дикс Хилс (енгл. Dix Hills) насељено је место без административног статуса у америчкој савезној држави Њујорк.

## Демографија
По попису из 2010. године број становника је 26.892, што је 868 (3,3%) становника више него 2000. године.
| Група             | 2000.          | 2010.          |
| Белци             | 21.833 (83,9%) | 20.433 (76,0%) |
| Афроамериканци    | 846 (3,3%)     | 1.480 (5,5%)   |
| Азијати           | 1.916 (7,4%)   | 3.010 (11,2%)  |
| Хиспаноамериканци | 995 (3,8%)     | 1.533 (5,7%)   |
| Укупно            | 26.024         | 26.892         |